# Peindre ou faire l'amour
Pour plus de détails, voir Fiche technique et Distribution.
Peindre ou faire l'amour est un film français réalisé par Arnaud et Jean-Marie Larrieu, sorti en 2005.

## Synopsis
À Grenoble, William est préretraité de la météorologie nationale et Madeleine est à la tête d'une entreprise de peinture. À ses heures perdues, elle peint des paysages du Vercors proche. Lors d'une de ses sorties, elle rencontre Adam, aveugle et maire du village, qui lui fait découvrir une maison que le couple achète. Une amitié se tisse entre William et Madeleine, et Adam et sa compagne Eva.

## Fiche technique
Sauf indication contraire, les informations mentionnées dans cette section peuvent être confirmées par le générique de fin de l'œuvre audiovisuelle présentée ici, ainsi que par la base de données cinématographiques IMDb,  présente dans la section « Liens externes ».
- Titre original : Peindre ou faire l'amour
- Titre anglais international : To Paint or Make Love
- Réalisation : Arnaud et Jean-Marie Larrieu
- Scénario : Arnaud et Jean-Marie Larrieu
- Musique : Philippe Katerine
  - Musiques préexistantes : Jacques Brel (Les Marquises), Poulenc, Demis Roussos et Stella Vander (Nature Boy), Léo Ferré, Pierre-Michel Sivadier (Follement doux)
- Photographie : Christophe Beaucarne
- Montage : Annette Dutertre
- Décors : Brigitte Brassart
- Distribution des rôles : Stéphane Batut
- Production : Philippe Martin et Géraldine Michelot pour les Films Pelléas, France 2 Cinéma, Rhône-Alpes Cinéma
- Pays d'origine :  France
- Langue originale : français
- Format : couleur - 35 mm - Dolby
- Durée : 100 minutes
- Dates de sortie :
  - France : 18 mai 2005 (festival de Cannes) ; 24 août 2005 (sortie nationale)
  - Belgique : 24 août 2005

## Distribution
- Sabine Azéma : Madeleine
- Daniel Auteuil : William
- Amira Casar : Eva
- Sergi López : Adam
- Philippe Katerine : Mathieu
- Hélène de Saint-Père : Julie
- Sabine Haudepin : Suzanne
- Roger Mirmont : Roger
- Jacques Nolot : Michel
- Marie-Pierre Chaix : Annick
- Florence Loiret Caille : Élise
- Thiago Telès : Joao
- Philippe Suner
- Cécile Reigher

## Accueil

### Box-office
- France : 660 500 entrées